# 格林德萊恩斯巴赫河 (美因河支流)
49°55′55.5″N 10°52′3.5″E / 49.932083°N 10.867639°E
格林德萊恩斯巴赫河是德國的河流，位於該國東南部，由巴伐利亞負責管轄，屬於美因河的左支流，河道全長18.1公里，河口處在哈爾施塔特附近。